# امارا پورتوئوندو
اُمارا پورتوئوندو (اسپانیایی: Omara Portuondo‎؛ زادهٔ ۲۹ اکتبر ۱۹۳۰) خواننده و هنرمند رقص اهل کوبا است. وی از سال ۱۹۵۰ میلادی تاکنون مشغول فعالیت بوده‌است.
از فیلم‌ها یا برنامه‌های تلویزیونی که وی در آن نقش داشته است، می‌توان به بوئنا ویستا سوشیال کلاب اشاره کرد.